# Gotische kunst

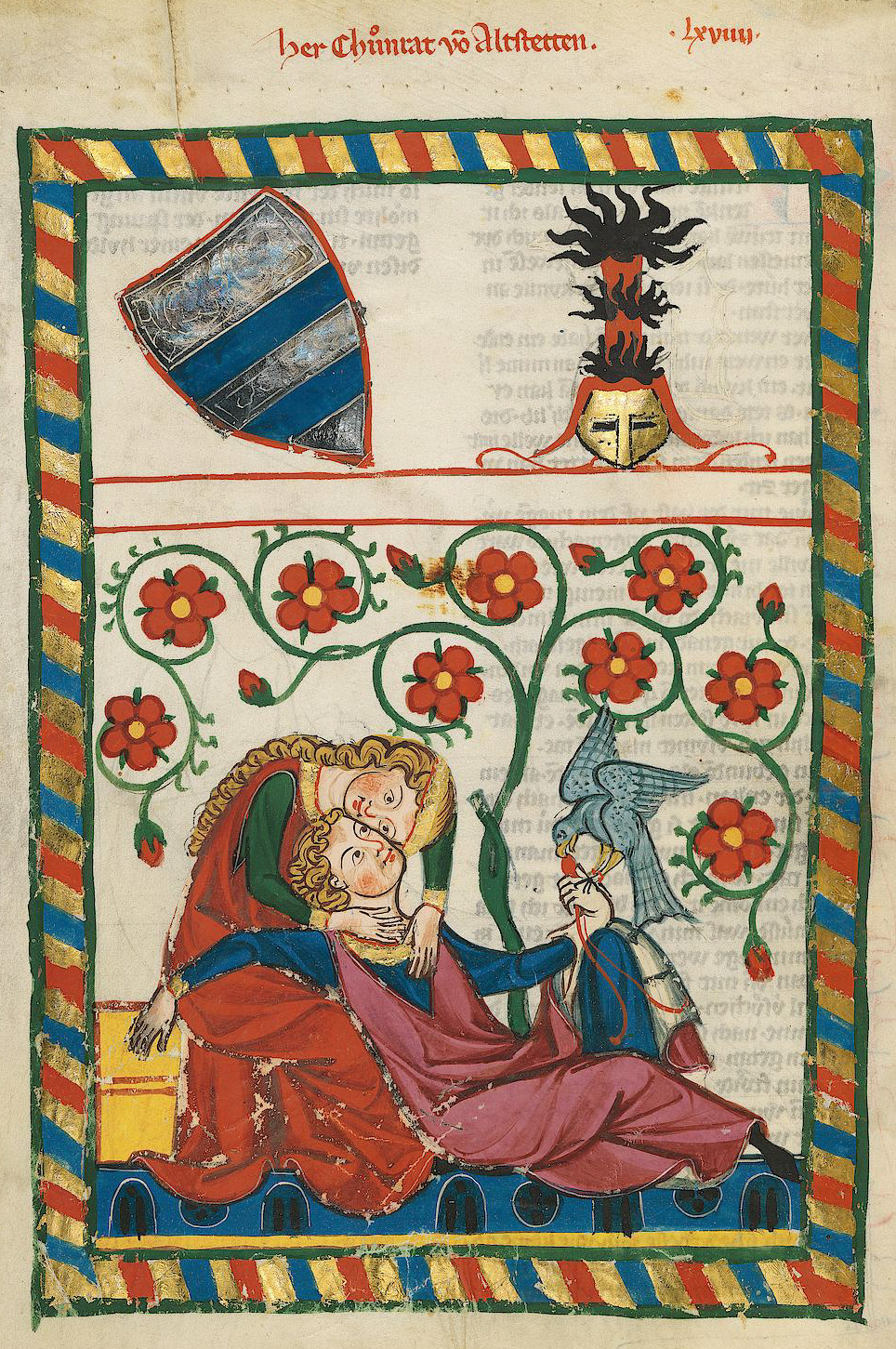
Codex Manesse f249f, ca. 1305-1313, Konrad von Altstetten

De gotische kunst is een verzamelnaam voor de kunstuitingen in de beeldende kunsten in de periode tussen de romaanse kunst en de renaissance, ruwweg van het midden van de twaalfde eeuw tot de eerste helft van de zestiende eeuw.

## Ontstaan

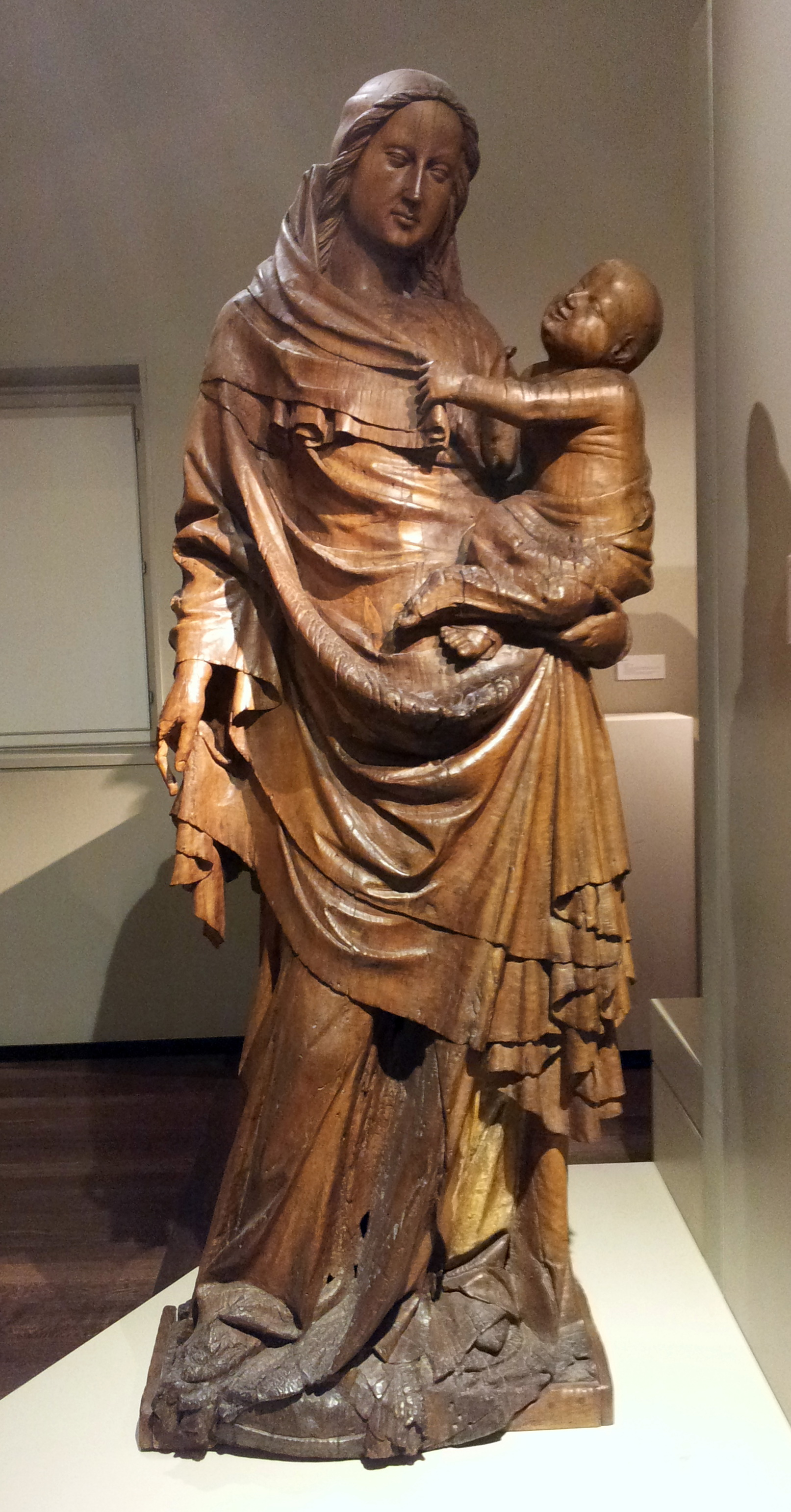
Madonna met Kind, Museum Grand Curtius, Luik.

Een begin- en einddatum plakken op de gotische periode is nagenoeg onmogelijk omdat het begin en het einde niet gekenmerkt werden door een plotselinge breuk met de voorafgaande of de volgende periode, en omdat het ook nog sterk afhangt van het land en de aard van de kunst die men beschouwt. Over het algemeen plaatst men het begin van de gotiek in Frankrijk omstreeks 1140 omdat toen de eerste gotische bouwwerken verrezen, zoals het koor van de kathedraal van Saint-Denis en de kathedraal van Sens.
De stijl was zo verschillend van wat tot dan toe was gebouwd dat hij opus modernum genoemd werd, of opere francigena naar de Franse herkomst. De term gotiek werd pas eeuwen later gemunt door Giorgio Vasari in zijn Vite. Hij koppelde de bouwkunst ten noorden van de Alpen daarmee aan de Goten met hun maniere barbari, en de term zou zijn negatieve bijklank behouden tot in de negentiende eeuw. Later ging men de aanduiding gebruiken voor alle kunstvormen in de periode van de gotische kathedralenbouw, van de helft van de twaalfde eeuw tot in helft van de zestiende eeuw. De term ging daardoor meer een tijdperk dan een unieke stijl aanduiden.
Vanuit het Île-de-France en Picardië verspreidde de stijl zich over nagenoeg gans Europa, hoewel Italië bijvoorbeeld op gebied van architectuur schijnbaar afzijdig bleef, met als grote uitzondering de dom van Milaan. De Engelse gotische architectuur, hoewel gebaseerd op de Franse voorbeelden, heeft toch een zeer eigen idioom ontwikkeld.
De beeldhouwkunst volgt al vrij snel de architectuur, maar in de schilderkunst gaat het langzamer: gotische architectonische details worden weergegeven, maar de compositie en afbeelding van personen verandert pas na meer dan een halve eeuw. In Italië ontwikkelt de gotische stijl zich in het derde kwart van de dertiende eeuw uit de Italo-Byzantijnse schilderkunst met kunstenaars zoals Duccio di Buoninsegna en Giotto di Bondone. Eenheid van stijl is er ook voor de schilderkunst en de boekverluchting niet, gezien de enorme verschillen tussen het vroege werk uit circa 1200 zoals het Ingeborgpsalter en later werk zoals de Très Riches Heures du duc de Berry die op hun beurt nog zeer ver afstaan van het werk van de gebroeders Van Eyck.

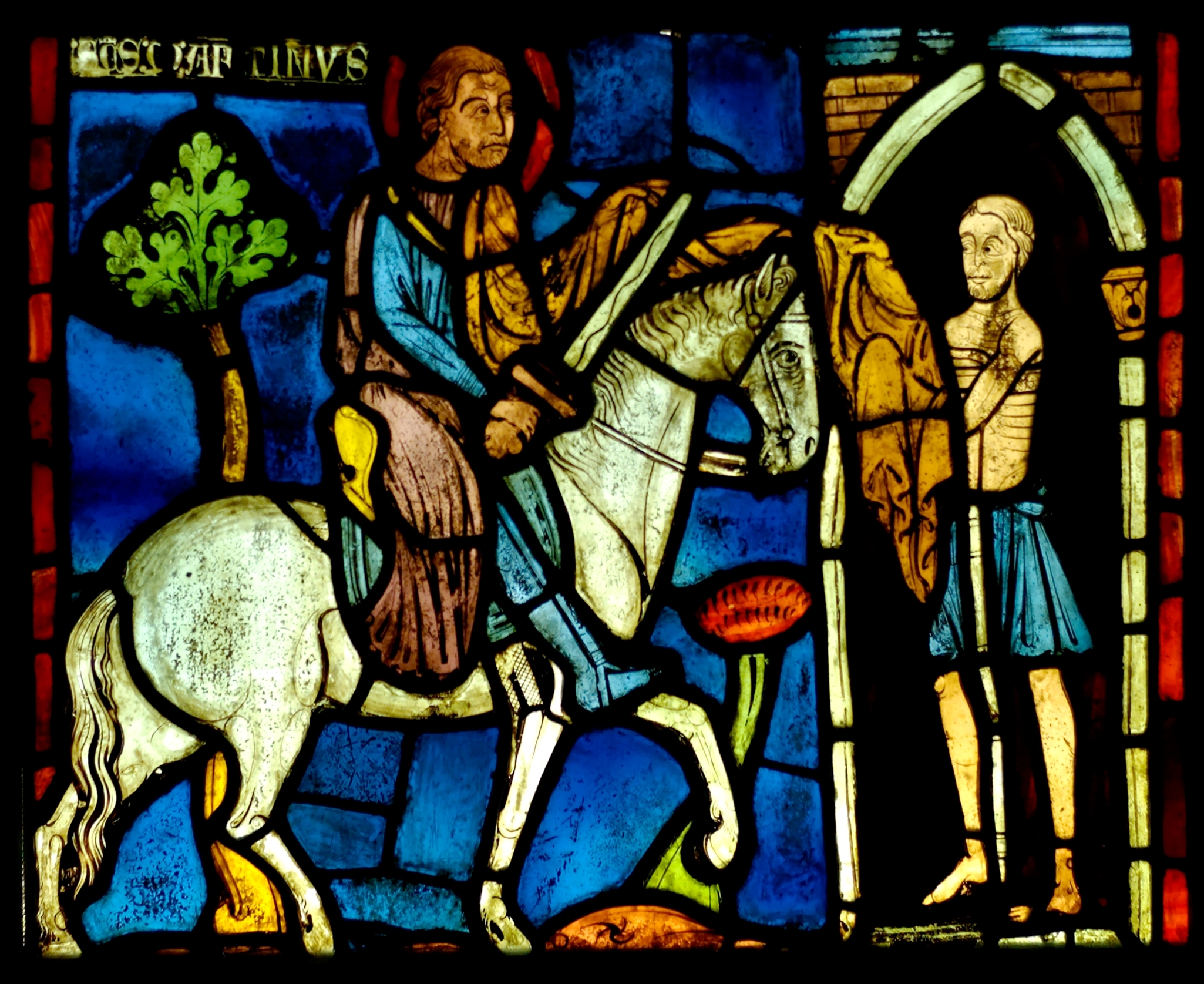
Sint Maarten deelt zijn mantel. Glasraam, Île-de-France (Kerk van Varennes of abdij van Gercy), omstreeks 1230.

De glasschilderkunst is een ander domein dat een hoogtepunt kende tijdens de gotiek. Gebrandschilderd glas ging in de gotische kathedralen een belangrijke rol vervullen doordat de vensters groter werden en de muuroppervlaktes kleiner, zodat men voor de versiering minder gebruik ging maken van muurschildering en meer van grote gebrandschilderde ramen. Deze vorm van gotische kunst ontstond dus in een vrij vroeg stadium samen met de architectuur.
Muurschilderingen die zeer populair waren voor de opkomst van de gotiek, werden in de grote kathedralen vervangen door versierend schilderwerk op de muren en gewelven. Het verhalende schilderwerk vond aanvankelijk zijn weg naar de altaarstukken en glasramen, maar werd in de veertiende en vijftiende eeuw terug populair.
De term gotiek dekt voornamelijk de visuele kunst, waaronder de bouwkunst, de beeldhouwkunst, de schilderkunst, glasschildering, boekverluchting, edelsmeedkunst en ivoorsnijkunst. In de uitvoerende kunsten en de literatuur spreekt men niet van gotiek maar van middeleeuwse literatuur en middeleeuwse muziek. De terrm gothic novel bestaat wel, maar duidt op een genre dat aan het eind van de 18e eeuw opkwam.

## Architectuur

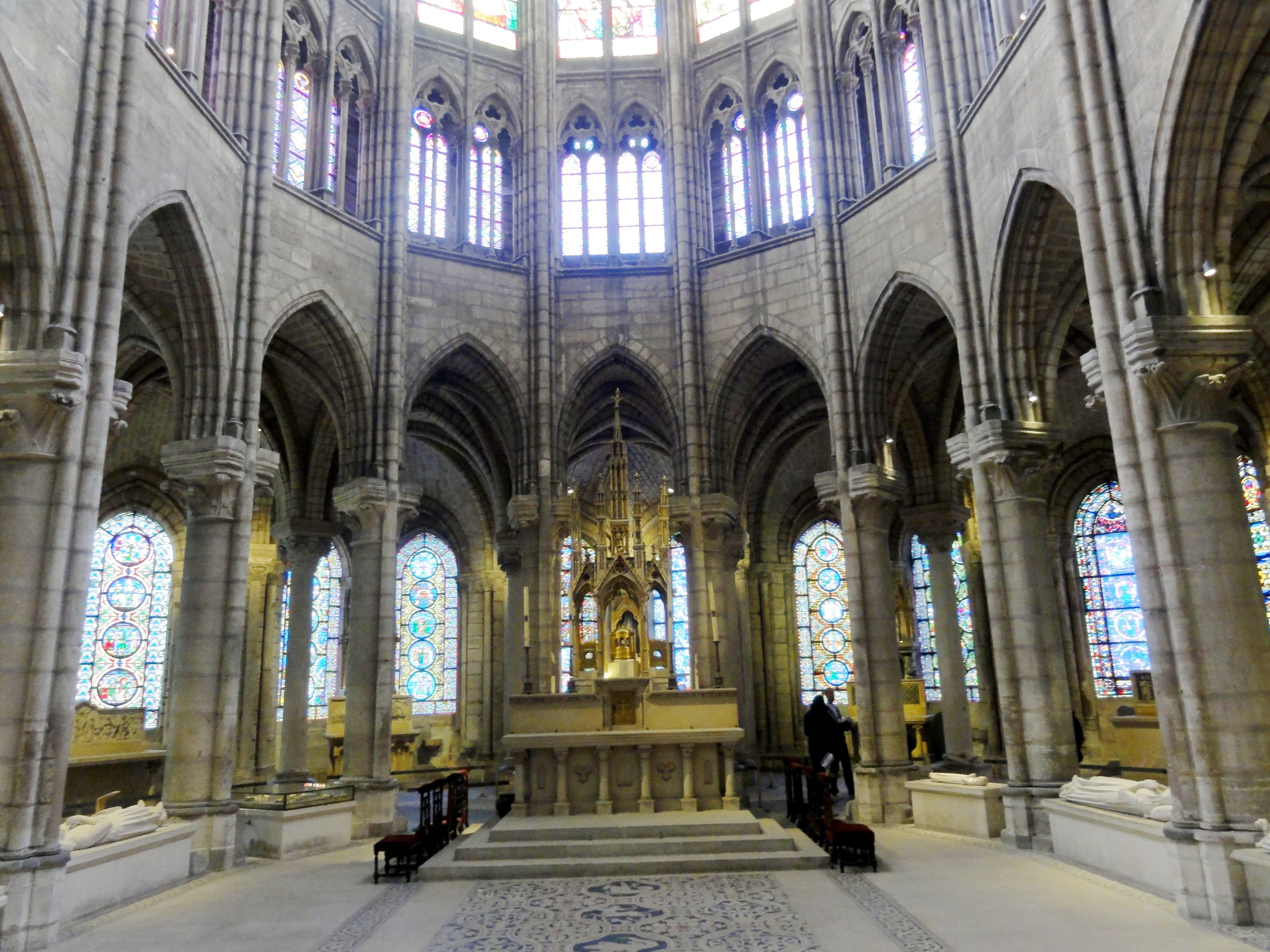
Saint-Denis, zicht op het koor gebouwd door abt Suger

Het begin van de gotiek is nauwkeurig aan te wijzen, maar het waarom blijft tot op vandaag een raadsel, want de architectonische elementen waren eerder toegepast. De nieuwe stijl, met spitsbogen en glas-in-loodramen en nadruk op verticaliteit en een hemelse lichtinval, brak door bij de vernieuwing van het koor van de abdijkerk van Saint-Denis in opdracht van abt Suger van Saint-Denis in 1140. Het zijn echter de werklui en de bouwmeesters die gecrediteerd moeten worden met het realiseren van die nieuwe stijl die de bouwkunst in Europa voor drie eeuwen zou beheersen.
Een element als het spitse ribgewelf was allang een onderdeel van de Moorse architectuur, en in de kloosters van de cisterciënzers werd het kruisribgewelf al toegepast. In de Dom van Speyer, vernieuwd tussen 1082 en 1106, werd al een kruisribgewelf gebruikt voor een overbrugging van veertien meter, echter binnen een uitgesproken romaanse vormentaal. De gotiek bracht dus vernieuwing, maar bouwde verder op bestaande elementen.
De gotische architectuur ontstond misschien, zoals dikwijls gesteld wordt, door de 'drang naar verticaliteit' en naar 'licht', maar ze werd mogelijk gemaakt door de voortgaande ontwikkeling van het kruisribgewelf en de steunberen. De grote romaanse basilieken, bedekt met een stenen gewelf, moesten dikke stevige muren hebben, met kleine openingen, om dat zware gewelf te dragen. Toen de bouwmeesters de gewelfrib, die als sierelement ook al gekend was in de romaanse architectuur, gingen gebruiken als dragend element voor het gewelf ontstond het kruisribgewelf, waar de gewelfribben een groot deel van het gewicht opvangen, vaak geholpen door steunberen. Door die draagkracht werd het mogelijk steeds lichtere en hogere gewelven te bouwen. Het idee van het gebruik van de gewelfrib als dragend element lag dus aan de basis van de gotische architectuur.
Door deze constructie konden er tussen de muurdelen steeds grotere vensters worden toegepast. In de laatgotiek worden er steeds meer sierribben en hulpribben toegepast in stergewelven en netgewelven. De aanvullende ribben van deze gewelven, de hulpribben of steekribben, worden de tiercerons en liernes genoemd. Behalve de uitgebreidere toepassing van ribben krijgen de ribben zelf ook een sierlijker uiterlijk door het rijkere profiel.
De indeling van de gotiek in vroeggotiek (1120-1200), hooggotiek (1200-1280) en laatgotiek (1280-1500) is een beetje kunstmatig en wellicht alleen toepasselijk op de kathedralenbouw in Frankrijk. Zo worden het koor van de kathedraal van Saint-Denis (1140) en de Elisabethkirche in Marburg (1235) allebei vroeggotisch genoemd. Het wordt hachelijk als men de fresco's (1303-1306) van Giotto di Bondone in de Capella degli Scrovegni in Padua in een van deze categorieën moet onderbrengen. De indeling kan echter een hulpmiddel zijn om aan te duiden waar een bepaalde stijl in een bepaalde omgeving zich situeert.

## Beeldhouwkunst
De eerste gotische beeldhouwkunst werd geboren uit en hing nauw samen met de bouw van de gotische kathedralen. Men begon met het maken van zuilachtige beelden die weliswaar al individuele kenmerken hadden in de gezichten, maar waarvan de plooival in de kleding nog zeer romaans aandeed. Een voorbeeld hiervan zijn de wangsculpturen van het portaal in de westgevel van de kathedraal van Chartres, die gemaakt werden tussen 1145 en 1155. Als men deze beelden vergelijkt met die van de wijze en dwaze maagden (einde dertiende eeuw) in het rechterportaal van de westgevel van de kathedraal van Straatsburg ziet men duidelijk de evolutie die in een goede eeuw gemaakt werd. De houdingen van de sterk geïndividualiseerde personages is zwierig te noemen en de plooienval van de kleding is erg realistisch geworden.

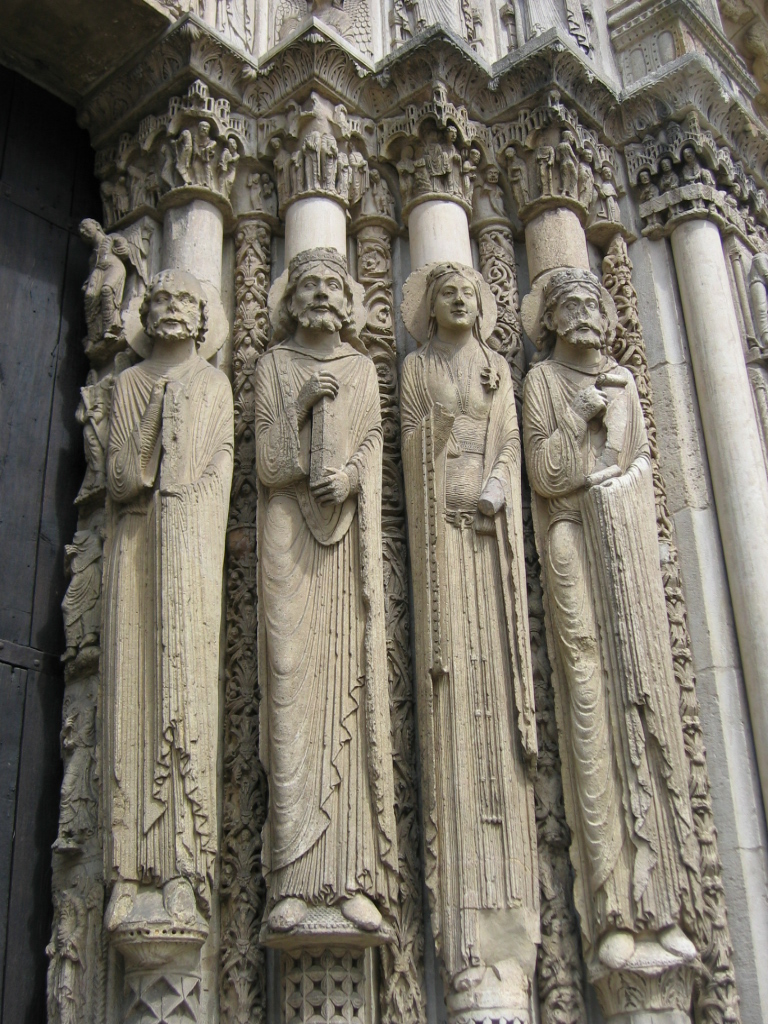
1145-1155, Koninklijk portaal van de kathedraal van Chartres
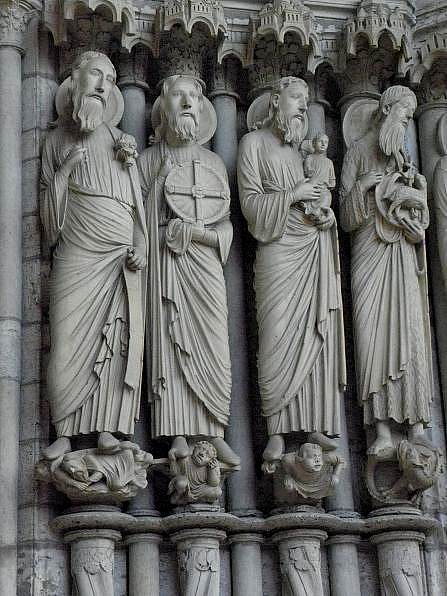
ca. 1200 Noordportaal van de kathedraal van Chartres
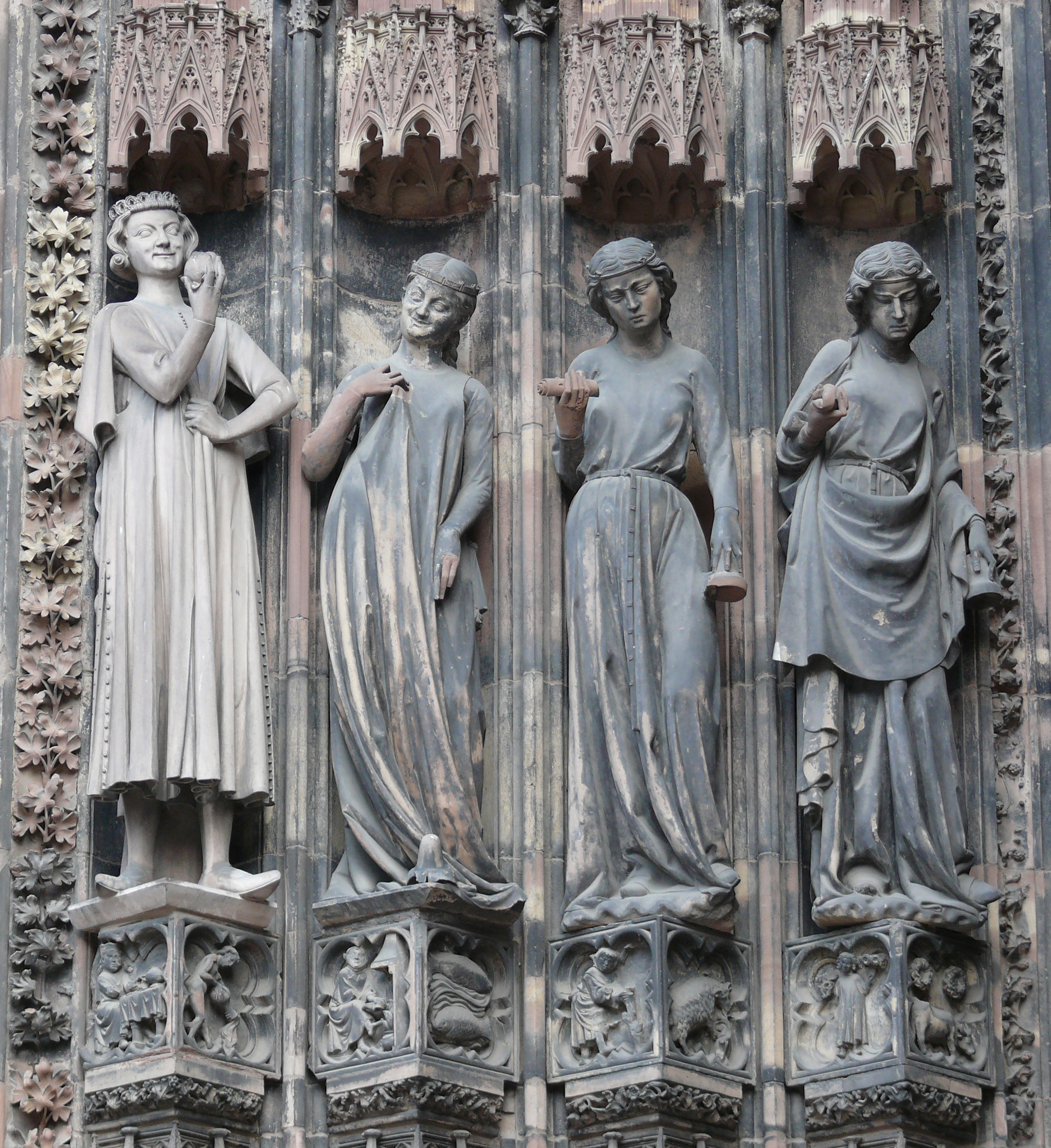
Dwaze maagden in het rechterportaal van de kathedraal van Straatsburg
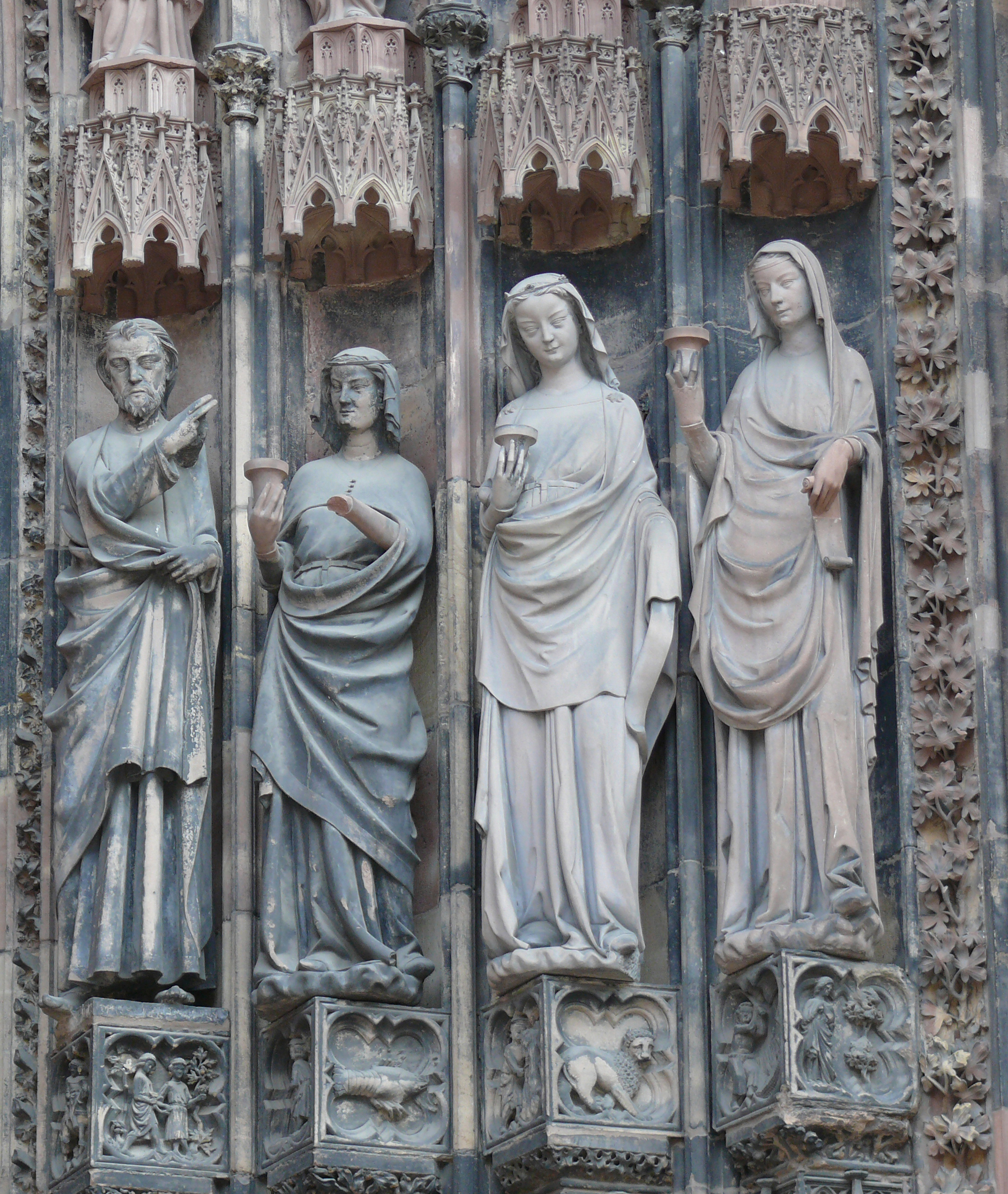
Dwaze maagden in het rechterportaal van de kathedraal van Straatsburg

Als men nu vandaag die portalen bekijkt, kan men zich moeilijk voorstellen hoe ze er in de middeleeuwen hebben uitgezien. De beelden en hun omlijsting waren volledig gepolychromeerd. Gezicht, handen en andere lichaamsdelen waren in een natuurlijke kleur geschilderd, het haar werd dikwijls verguld, de kleding in felle kleuren kon versierd zijn met bloemen en parels, gespen en mantelzomen werden verguld. Het geheel zag eruit als een miniatuur uit een handschrift.

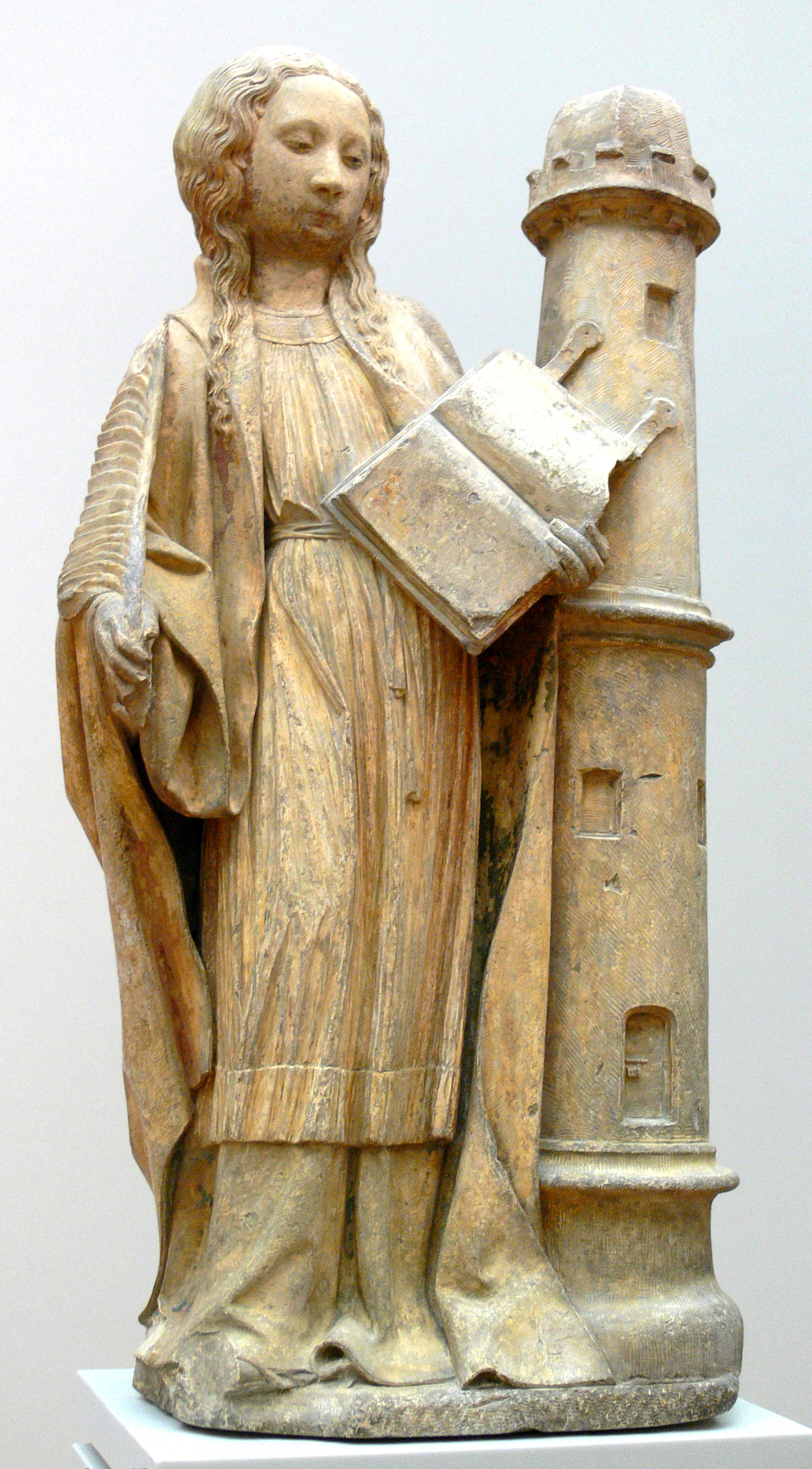
Sint Barbara (ca. 1430), Claus de Werve, Boden Museum, Berlin

Vanaf circa 1370 zien we ook in de Bourgondische Nederlanden de eerste sporen van vernieuwing die zal culmineren in een bloei van de laatgotische beeldhouwkunst. André Beauneveu (ca. 1330-1402), afkomstig uit Valenciennes, is een van de leidende figuren uit deze periode.
Keizer Karel IV, van het Huis Luxemburg opgevoed aan het Franse hof en getrouwd met Blanca van Valois, de halfzus van de Franse koning Filips VI, onderhield goede relaties met Frankrijk en wou van Praag een centrum van kunst en cultuur maken. Zijn hofschilder Magister Theodoricus van Praag introduceerde de Franse hofstijl die zou evolueren tot de Internationale gotiek in Praag. Die Duitse versie van de Internationale gotiek zou H. Börger in 1907 als de weicher Stil of schöner Stil gaan beschrijven. Dankzij de bemoeienissen van Karel IV werd Praag een belangrijk centrum voor de verspreiding van de Internationale gotiek in Centraal-Europa, de bloei was echter van korte duur. Peter Parler was een van de beduidendste architecten en beeldhouwers van de Praagse weicher Stil.
Maar het is in het begin van de vijftiende eeuw dat de nieuwe tendensen tot volle ontwikkeling komen. Het realisme breekt door, de sierlijke fijne plooien in de gewaden maken plaats voor een realistische weergave van de zware stoffen van de mantels. De gezichten en houdingen van de gebeeldhouwde personen zijn expressief en realistisch. De stijl blijft gedurende de ganse vijftiende eeuw doorwerken en het is pas vanaf 1520 dat hij langzaam zal overgaan in de renaissance.
Gebeeldhouwde of uit hout gesneden retabels zijn ook een typisch product van de gotische periode. Retabels kwamen ook al voor in de Karolingische en Romaanse periode, maar in de veertiende eeuw raken ze algemeen verspreid. De retabelproductie kende een hoge bloei in de Zuidelijke Nederlanden en zijn een typisch uitvoerproduct in de veertiende en vijftiende eeuw. Een belangrijke rol in de retabelproductie werd gespeeld door het hertogdom Brabant, voornamelijk de Brusselse ateliers zijn vanaf het begin van de vijftiende eeuw wereldvermaard. In de zestiende eeuw neemt Antwerpen die leidende rol over. Maar ook daarbuiten zijn er belangrijke centra. Jacob de Baerze bijvoorbeeld woonde in Dendermonde, waar hij enkele uit hout gesneden altaarstukken vervaardigde voor graaf Lodewijk van Vlaanderen. Deze later verloren gegane werken waren bestemd voor het kasteel van Dendermonde en de cisterciënzerkapel in Bijloke. Ze trokken de aandacht van Lodewijks zwager Philips de Stoute, hertog van Bourgondië, die soortgelijke altaarstukken bij De Baerze bestelde voor het door hem gestichte kartuizer klooster Champmol bij Dijon. Deze triptieken "Heiligen en Martelaren" en ""Kruisiging", respectievelijk bestemd voor het kapittelhuis en het hoofdaltaar van de kloosterkerk, zijn nu in het Museum voor Schone Kunsten in Dijon.

## Glasschilderkunst

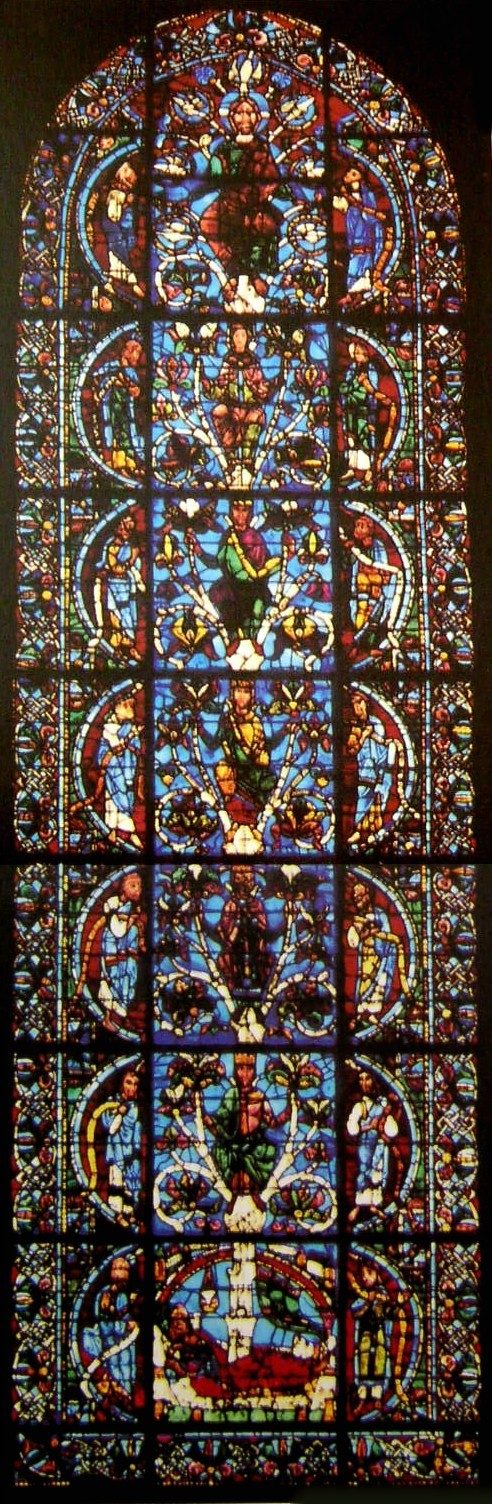
De oudste nog bestaande complete boom van Jesse in de Kathedraal van Chartres uit 1145

Glasschildering bestond al lang voor de opkomst van de gotiek, maar bereikte zijn hoogtepunt met het ontstaan van de grote glasoppervlaktes in de nieuwe gotische architectuur. Wat het mozaïek was voor de Byzantijnse basilieken werd het glasraam voor de gotische kerken. De Italiaanse architectuur was erop gericht het zonlicht buiten te houden, de gotische architect wou precies het zonlicht binnenhalen in de kerk. Abt Suger van de abdij van Saint-Denis schreef dat het schitterende licht dat door de glasramen in de kerk viel de verheven manifestatie van de goddelijkheid was, het bracht de hemel op aarde. Suger baseerde zich voor zijn theorieën over het licht op de geschriften van de Dionysius de Areopagiet, eigenlijk de Pseudo-Dionysius, die door Suger vereenzelvigd werd met de patroonheilige van zijn abdij, Dionysius van Parijs.
Aanvankelijk werden glasramen gerealiseerd door relatief kleine stukken gekleurd glas in een soort mozaïek samen te voegen met smalle H-vormige loden strips, die gedicht werden met een soort stopverf om het geheel waterdicht te maken. De eventuele tekening op het glas, werd aangebracht met bijzondere verfmengsels, die bij het branden van het glas hun definitieve kleur aannamen en zich met het glas verbonden. Vanaf het begin van de veertiende eeuw gingen de glazeniers gebruik maken van een verf op basis van zilvernitraat wat resulteerde in een gele kleur waarvan de intensiteit kon worden beïnvloed door de dikte van de verflaag en de tijd van het branden. Veel van de recepten voor glasschildering zijn overgeleverd via de monnik Theophilus (1070-1125) in zijn Schedula diversarum artium.
In de tweede helft van de veertiende eeuw gaat men glas maken met houtas en natron in plaats van kaliumoxide wat resulteert in een fijner en gemakkelijker te bewerken glas. Dit laat het gebruik van grotere en dunnere ruiten toe. Het glas werd in de massa gekleurd door het toevoegen van metaaloxides.
In de grote ramen maakt men afbeeldingen van Christus, de Madonna, heiligen en Bijbelse figuren. In de kleinere medaillonramen werden dikwijls Bijbelse taferelen afgebeeld zoals in de Bible moralisée gemaakt voor Lodewijk de Heilige. De glasramen hadden naast hun verlichtingsfunctie ook de bedoeling de ongeletterde gelovige vertrouwd te maken met de verhalen en de figuren van het geloof. Een populaire afbeelding in de twaalfde en dertiende eeuw, was de Boom van Jesse die de afkomst van Christus duidelijk maakte.
In de gotische glasramen zien we dezelfde evolutie die terug te vinden is in de boekverluchting. De afbeeldingen worden natuurlijker, de personen zijn minder uitgerekt en krijgen meer volume. De plooien in de gewaden worden zwieriger. In de kathedraal van Chartres zijn 176 glasramen bewaard gebleven waarvan drie uit de twaalfde eeuw met een diepe kobaltblauwe kleur dat nu gekend is als Chartres-blauw waarvan de productietechniek nog steeds niet achterhaald is. Ook het roosvenster in de westelijke gevel is zeer bekend. Alleen al in het middenschip van de kathedraal kan men het werk van drie verschillende ateliers onderscheiden en ook in het koor, de kooromgang, de kapellen en het dwarsschip kan men de hand van andere meesters ontdekken. De kathedraal van Chartres biedt op die manier een breed overzicht van de glaskunst in de twaalfde en dertiende eeuw naast enkele ramen uit de veertiende en de vijftiende eeuw. Een andere bijzondere en vrijwel intacte collectie van glasramen uit de tweede helft van de dertiende eeuw kan men bewonderen in de Sainte-Chapelle in Parijs, het werk van de Parijse ateliers.
In de veertiende eeuw worden de glasramen steeds lichter. De personen worden afgebeeld in architectonisch sterk uitgewerkte nissen. De kleurenpracht uit de vroege gotiek vervlakt en verkilt en gaat soms over in grisaille voorstellingen met weliswaar zeer verfijnd uitgewerkte tekening. Een voorbeeld van de veertiende-eeuwse techniek kan men bekijken in de kathedraal van Évreux.

## Schilderkunst
Het ontstaan van de gotische stijl in de schilderkunst was een zeer geleidelijk proces en het kwam pas op gang omstreeks het begin van de dertiende eeuw. Van de vroeggotische schilderkunst op paneel of als fresco is er in Frankrijk bijzonder weinig bewaard gebleven. Ook uit wat later de Nederlanden zou worden is er zo goed als niets overgeleverd op een aantal grafschilderingen uit de dertiende en veertiende eeuw na. In Italië komt de gotische schilderkunst pas tegen het einde van de dertiende eeuw op gang met Giotto, Duccio en de Sienese school. In Duitsland zijn er wel enkele schilderingen bewaard gebleven uit het begin van de dertiende eeuw zoals de plafondschildering op hout in de St.-Michaëlskerk in Hildesheim, die omstreeks 1230 tot stand kwam. Het werk is gemaakt in de zogenaamde zackenstil, een overgang tussen de romaanse en de gotische kunst. Een ander voorbeeld van de vroege Gotiek is het Soester altaar uit 1230 à 1240, nu in het Staatliche Museen Preussischer Kulturbesitz in Berlijn. Voor het ontstaan en de vroege geschiedenis van de schilderkunst moet men zich baseren op de glasschilderkunst en de boekverluchting.
Ondanks het feit dat de frescokunst in Toscane en Rome niet echt aan belang inboette, ontwikkelde de paneelschilderkunst zich daar vroeger dan in Noord-Europa. Maar vanaf het einde van de veertiende eeuw wint de paneelschilderkunst, ook ten noorden van de Alpen, meer en meer aan belang. Dankzij het verblijf van Simone Martini en Lippo Memmi aan het pauselijk hof in Avignon, raakte het Italiaanse werk meer en meer in Frankrijk, Duitsland en Midden-Europa bekend. Uit de wederzijdse beïnvloeding van die diverse stijlen ontstond de internationale gotiek.
In de Nederlanden werd in de late veertiende eeuw de basis gelegd voor de grote bloeiperiode van de Zuid-Nederlandse schilderkunst in de vijftiende eeuw. Uit die periode kennen we enkele schilders zoals Jan Maelwael, Melchior Broederlam, Jean de Beaumetz en André Beauneveu allen afkomstig uit de Nederlanden. Het is in deze periode dat de paneelschilderkunst en de altaarstukken in de Nederlanden populair worden.
De internationale gotiek zet zich in Frankrijk nog een ganse tijd door. In de Nederlanden zien we de tendens naar meer realisme de bovenhand halen terwijl in Italië de renaissance volop aan de gang is. Schilders zoals Robert Campin, Rogier van der Weyden en Jan van Eyck zetten in de Zuidelijke-Nederlanden het einde van de gotische schilderkunst in of luiden het begin van de noordelijke renaissance in.

## Boekverluchting

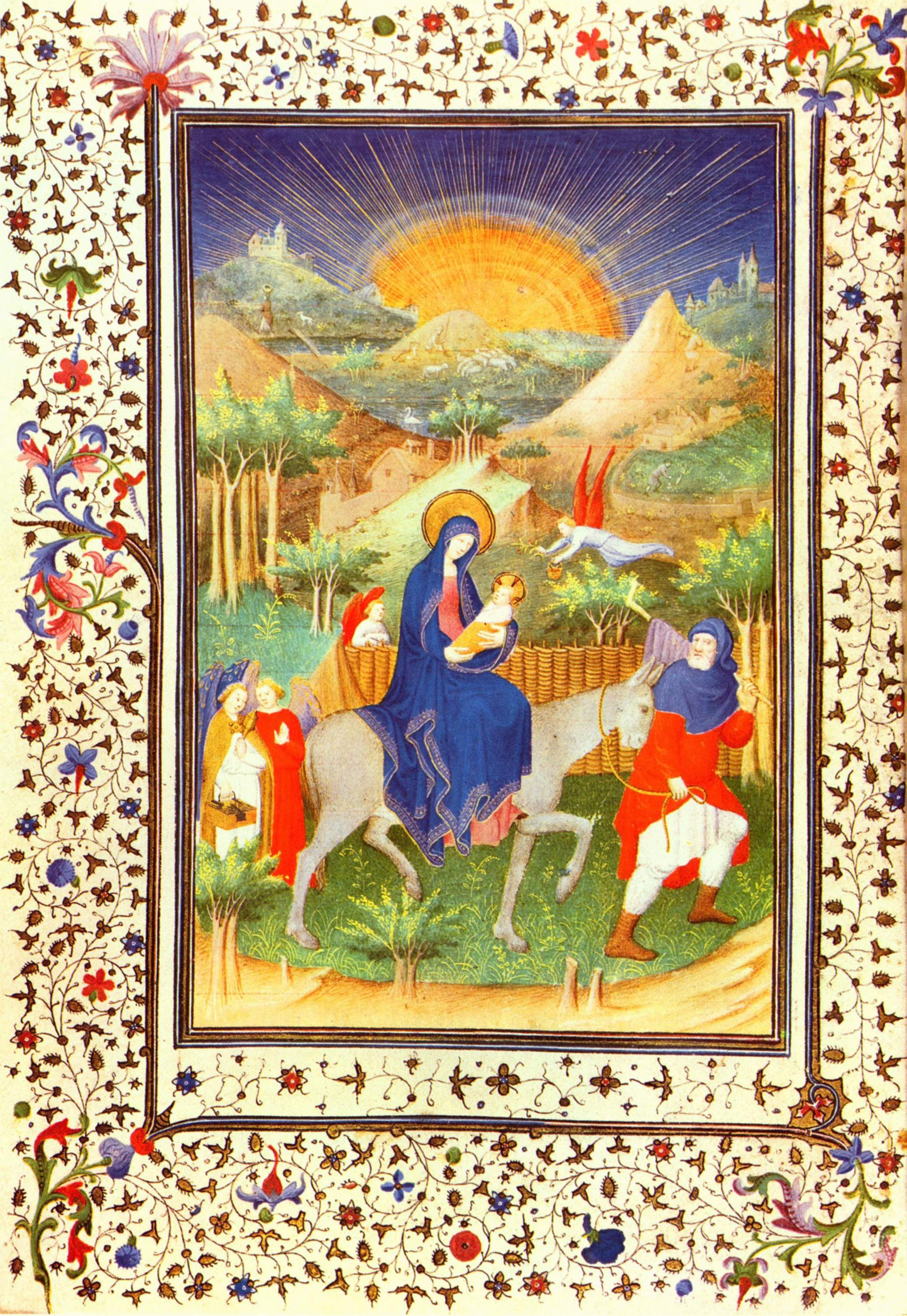
Boucicaut-getijden; De vlucht naar Egypte, Boucicaut-meester.

De gotische schilderkunst is ons vooral bekend dankzij de boekverluchting. Er zijn veel werken overgeleverd die de ganse geschiedenis van de gotische schilderkunst illustreren, zij het dan met de beperkingen van de drager, uitsluitend perkament en het kleine formaat wat technisch anders is dan het schilderen op paneel in groot formaat. De gebruikte materialen en pigmenten waren zeker in het begin van de periode identiek, men schilderde in tempera en men maakte zeer veel gebruik van achtergronden in bladgoud. De stijlontwikkeling die we zien in de schilderkunst kan men ook terugvinden in de boekverluchting.

## Internationale gotiek

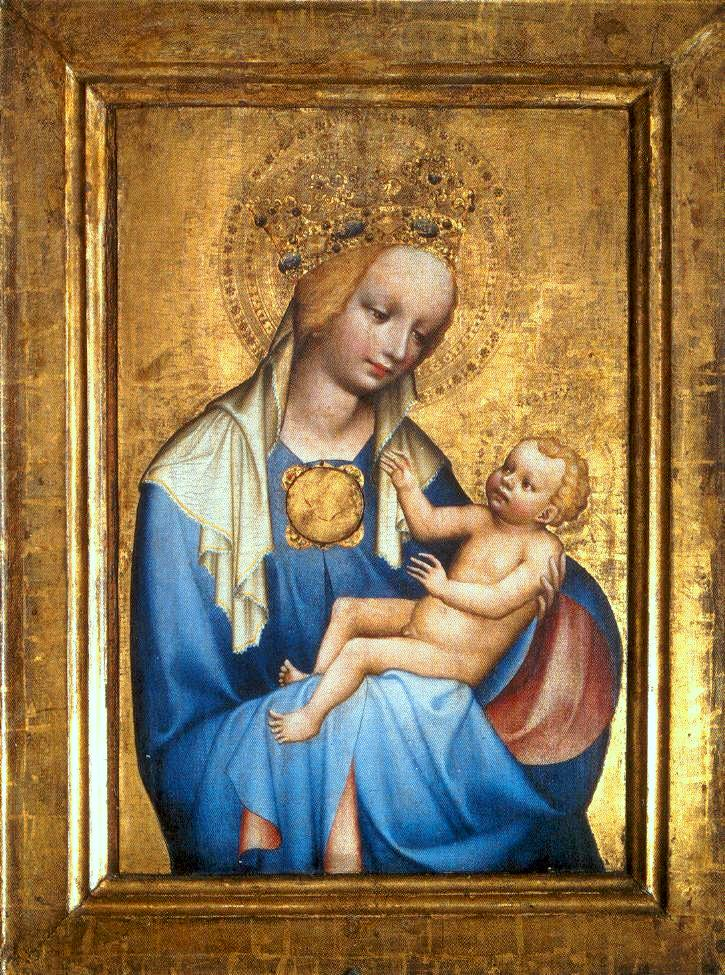
Meester van het Trebon retabel, Madonna van Roudnice

De internationale gotiek was een stroming in de gotische schilder- en beeldhouwkunst die zich ontwikkelde aan het eind van de 14e en het begin van de 15e eeuw in onder meer Bourgondië, Bohemen, Frankrijk en Italië. De stijl staat ook wel bekend als internationale stijl of hoofse stijl ook wel de Kunst om 1400 of schöne Stil genaamd en deed zich voor in de West-Europese kunst tussen ruwweg 1380 en 1430. In het Duitse taalgebied staat de stroming ook bekend als de 'zachte' of 'weke' stijl.
Opmerkelijk in deze stijl is de zachte en ritmische lijnvoering, de slanke proporties van de afgebeelde figuren en de geraffineerde weergave van de plooien in stoffen en kleding. De stijl kenmerkt zich door een nieuwe, meer realistische en gedetailleerde benadering van de natuur. Er is sprake van idealisering van de figuren en de afgebeelde landschappen en gebouwen en een ontwikkeling van het gebruik van perspectief. Ook doet zich een kentering voor van puur-Bijbelse onderwerpen naar meer wereldlijke onderwerpen, een voorbode van de renaissance.
Byzantijnse kunst · Merovingische kunst · Insulaire kunst · Karolingische kunst · Ottoonse renaissance · Franco-Insulaire stijl · Preromaanse kunst · Romaanse kunst · Kanaalstijl · Scheldegotiek · Gotische kunst · Internationale gotiek · Pre-Eyckiaanse kunst · Vlaamse Primitieven